# Architis gracilis
Architis gracilis là một loài nhện trong họ Pisauridae.
Loài này thuộc chi Architis. Architis gracilis được miêu tả năm 2008 bởi Santos.